# Heinz Prüfer

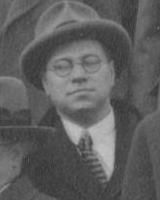
Heinz Prüfer (1930).

Ernst Paul Heinz Prüfer, född den 10 november 1896 i Wilhelmshaven, död den 7 april 1934 i Münster, var en  tysk matematiker som arbetade med algebraisk talteori, knutteori, Sturm-Liouvilles problem och gruppteori. Hans rådgivare var Issai Schur. 
Prüfer var gift utan barn och dog 37 år gammal i lungcancer.